# Mugron
Mugron (en francès Mugron) és un municipi francès situat al departament de les Landes i a la regió de la Nova Aquitània.

## Demografia
| 1962                                       | 1968  | 1975  | 1982  | 1990  | 1999  | 2007  |
| ------------------------------------------ | ----- | ----- | ----- | ----- | ----- | ----- |
| 1.661                                      | 1.568 | 1.470 | 1.464 | 1.327 | 1.324 | 1.390 |
| Des de 1962: població sense dobles comptes |       |       |       |       |       |       |

## Administració
| Període   | Identitat             | Partit |
| --------- | --------------------- | ------ |
| 2001-2008 | Christian Pontarrasse | PS     |
| 2008-     | Eric Ducos            | PS     |

## Agermanaments
- Cintruénigo

## Personatges il·lustres
- Henri Emmanuelli